# فينشنزا كالي
فينشنزا كالي (بالإيطالية: Vincenza Calì)‏ عداءة ألعاب قوى ايطالية ولدت 15 اكتوبر 1983 بمدنية باليرمو، فازت بالميدالية الذهبية لبطولة الاتحاد الأوروبي لالعاب القوى، وفازت بالميدالية الفضية في ألعاب البحر الأبيض المتوسط 2009 في سباق 100 متر، وفازت بميداليتين برونزيتين في بطولة أوروبا لألعاب القوى .

## روابط خارجية
- فينشنزا كالي على موقع الاتحاد الدولي لألعاب القوى (الإنجليزية)
- فينشنزا كالي على موقع الاتحاد الإيطالي لألعاب القوى (الإيطالية)
- فينشنزا كالي على موقع أوليمبيديا (الإنجليزية)